# Vile (альбом)
Vile (рус. Мерзость) — пятый студийный альбом американской брутал-дэт-метал-группы Cannibal Corpse. Выпущен в 1996 году лейблом Metal Blade Records. Первый альбом с участием нового вокалиста Джорджа Фишера, который сменил Криса Барнса.
Изначально альбом планировалось издать под другим названием — Created to Kill — и другой обложкой, но после ухода Криса Барнса из группы альбом пришлось назвать по-другому. Пришлось и графически изменить лого группы. Все вокальные партии и вся лирика альбома была переписана уже с Джорджом Фишером. От старого альбома осталась только инструментальная составляющая.

## Список композиций
| №                   | Название                   | Длительность |
| ------------------- | -------------------------- | ------------ |
| 1.                  | «Devoured by Vermin»       | 3:13         |
| 2.                  | «Mummified in Barbed Wire» | 3:09         |
| 3.                  | «Perverse Suffering»       | 4:14         |
| 4.                  | «Disfigured»               | 3:48         |
| 5.                  | «Bloodlands»               | 4:20         |
| 6.                  | «Puncture Wound Massacre»  | 1:41         |
| 7.                  | «Relentless Beating»       | 2:14         |
| 8.                  | «Absolute Hatred»          | 3:05         |
| 9.                  | «Eaten from Inside»        | 3:43         |
| 10.                 | «Orgasm Through Torture»   | 3:41         |
| 11.                 | «Monolith»                 | 4:24         |
| Общая длительность: | Общая длительность:        | 37:40        |